# Gerd Harms
Gerd Harms (* 19. Februar 1953 in Wilhelmshaven) ist ein deutscher Politiker (Bündnis 90/Die Grünen).

## Ausbildung und Studium
Nach dem Abitur im Jahr 1971 am Max-Planck-Gymnasium Wilhelmshaven studierte er bis 1980 an der Freien Universität Berlin. Er machte dort Abschlüsse als Dipl.-Politologe (1977) und als Diplom-Pädagoge (1980). Im Jahr 1985 promovierte er zum Dr. phil. an der Technischen Universität Berlin. In den Jahren 1978 bis 1980 und von 1983 bis 1987 war er Bildungsreferent in der Erwachsenenbildung, von 1980 bis 1982 wissenschaftlicher Angestellter an der Freien Universität Berlin, von 1987 bis 1989 wissenschaftlicher Angestellter an der Technischen Universität Berlin.

## Politische Karriere
In den Jahren 1989 bis 1990 war Gerd Harms Jugend-Staatssekretär in der von Senatorin Anne Klein (Alternative Liste) geleiteten Senatsverwaltung für Frauen, Jugend und Familie des Landes Berlin. Bei der Nominierung durch die AL siegte er knapp vor Manfred Rabatsch. Nach dem Bruch des rot-grünen Berliner Regierungsbündnisses wechselte er im Jahr 1991, angeworben vom damaligen Ministerpräsidenten Manfred Stolpe (SPD), als Staatssekretär ins Ministerium für Bildung, Jugend und Sport des Landes Brandenburg. Während seiner Tätigkeit dort ließ er seine Mitgliedschaft bei Bündnis 90/Die Grünen ruhen.
Vom 10. Dezember 1998 bis zum 17. Mai 2002 amtierte Harms als Kultusminister des Landes Sachsen-Anhalt in der SPD-Minderheitsregierung von Ministerpräsident Reinhard Höppner.
Nach seinem Ausscheiden aus dem Ministeramt in Sachsen-Anhalt machte Harms sein ihm von der früheren Brandenburger SPD-Landesregierung zugesichertes Rückkehrrecht in den Landesdienst geltend. Anfang 2003 war eine Verwendungsmöglichkeit für Harms gefunden: Er wurde (inzwischen SPD-Mitglied) Projektbeauftragter des neuen Ministerpräsidenten Matthias Platzeck (SPD) für die Bewerbung um ein von der Bundesregierung geplantes Osteuropazentrum für Wirtschaft und Kultur. Letztlich erhielt aber nicht Frankfurt (Oder), sondern das sächsische Leipzig den Zuschlag für das spätere Fraunhofer-Zentrum für Internationales Management und Wissensökonomie.
Im September 2003 wurde Harms zum Beauftragten des Ministerpräsidenten des Landes Brandenburg für die Zusammenarbeit mit Polen und besondere internationale Aufgaben berufen. Von Oktober 2004 bis November 2009 amtierte er dann wieder im Rang eines Staatssekretärs als Bevollmächtigter des Landes Brandenburg beim Bund und für Europaangelegenheiten. Nach der Regierungsneubildung in Folge der Wahl zum 5. Landtag des Landes Brandenburg schied er altersbedingt aus dem aktiven Landesdienst aus.
Gerd Harms war in den Jahren 2012 bis 2014 auf Wahlvorschlag der SPD als Gemeindevertreter der Gemeinde Borkwalde (Amt Brück, Landkreis Potsdam-Mittelmark) tätig.

## Tätigkeit in Unternehmen
Ab dem Jahr 2010 wirkte Harms als Berater in drei Unternehmen – zunächst bei der Enertrag Ag, dann bei Encon Europe und schließlich bis heute bei PTX Solutions. Er gibt an, in den Jahren 2016 bis 2019 Europa-Kommissar für den Deutschen Wasserstoff- und Kraftstoffverband gewesen zu sein.